# منطقة ابو حراز
منطقة أبو حراز هي منطقة، تقعُ شرق مدينة ود مدني، على الضفة الشرقية من النيل الأزرق عند ملتقى نهر الرهد بالنيل الازرق. وتقدر مساحتها بحوالي 6 أميال مربعة، وسكانها أكثر من مليوين نسمة.
طبيعة الأرض نيلية زراعية يحيط بها النيل الازرق من ثلاثة جهات بحيث تعتبر شبه جزيرة. 